# Lobão (Santa Maria da Feira)
Lobão é uma vila portuguesa que foi sede da extinta Freguesia de Lobão do Município de Santa Maria da Feira, freguesia que tinha 7,91 km² de área e 5 483 habitantes (2011), donde uma densidade populacional de 693,2 hab/km².
A Freguesia de Lobão foi extinta (agregada) pela reorganização administrativa de 2012/2013, sendo o seu território integrado na então criada União das Freguesias de Lobão, Gião, Louredo e Guisande.
A povoação de Lobão foi elevada à categoria de vila no dia 21 de Junho de 1991.

## História
A base do seu topónimo é um nome pessoal que, embora não muito frequente, surge em 906 como Lupon e depois em 967 como Lubon. Este trata-se de um derivado de Lupu com o sufixo expressivo aumentativo – one. Existe um documento do ano de 1055 que menciona a povoação como Lopone.

## População
| Número de habitantes residentes | Número de habitantes residentes | Número de habitantes residentes | Número de habitantes residentes | Número de habitantes residentes | Número de habitantes residentes | Número de habitantes residentes | Número de habitantes residentes | Número de habitantes residentes | Número de habitantes residentes | Número de habitantes residentes | Número de habitantes residentes | Número de habitantes residentes | Número de habitantes residentes | Número de habitantes residentes |
| ------------------------------- | ------------------------------- | ------------------------------- | ------------------------------- | ------------------------------- | ------------------------------- | ------------------------------- | ------------------------------- | ------------------------------- | ------------------------------- | ------------------------------- | ------------------------------- | ------------------------------- | ------------------------------- | ------------------------------- |
| 1864                            | 1878                            | 1890                            | 1900                            | 1911                            | 1920                            | 1930                            | 1940                            | 1950                            | 1960                            | 1970                            | 1981                            | 1991                            | 2001                            | 2011                            |
| 1 367                           | 1 515                           | 1 635                           | 1 817                           | 2 057                           | 2 132                           | 2 357                           | 2 819                           | 3 299                           | 3 930                           | 4 254                           | 4 873                           | 5 043                           | 5 761                           | 5 483                           |

| Distribuição da População por Grupos etários | Distribuição da População por Grupos etários | Distribuição da População por Grupos etários | Distribuição da População por Grupos etários | Distribuição da População por Grupos etários | Distribuição da População por Grupos etários | Distribuição da População por Grupos etários | Distribuição da População por Grupos etários | Distribuição da População por Grupos etários | Distribuição da População por Grupos etários |
| -------------------------------------------- | -------------------------------------------- | -------------------------------------------- | -------------------------------------------- | -------------------------------------------- | -------------------------------------------- | -------------------------------------------- | -------------------------------------------- | -------------------------------------------- | -------------------------------------------- |
| Ano                                          | 0-14 Anos                                    | 15-24 Anos                                   | 25-64 Anos                                   | > 65 Anos                                    |                                              | 0-14 Anos                                    | 15-24 Anos                                   | 25-64 Anos                                   | > 65 Anos                                    |
| 2001                                         | 1122                                         | 939                                          | 3109                                         | 591                                          |                                              | 19,5%                                        | 16,3%                                        | 54,0%                                        | 10,3%                                        |
| 2011                                         | 974                                          | 599                                          | 3135                                         | 775                                          |                                              | 17,8%                                        | 10,9%                                        | 57,2%                                        | 14,1%                                        |

## Economia
Tem como principais actividades económicas a indústria transformadora (Construção Civil, Ferro, Madeira, Têxtil, Serralharia, Metalomecânica e Cortiça), o comércio, os serviços e ainda alguma agricultura de subsistência.

## Lugares
- Aldeia Nova
- Amorim
- Arosa
- Azenha
- Barbeito
- Bertal
- Caínha
- Candal
- Carreira Cova
- Casqueira
- Chã
- Cimo de Vila
- Corga
- Cruz
- Cruz de Ferro
- Fontaínhas
- Lavandeira
- Merujal
- Miradelo
- Mirelo
- Mouta
- Ponte da Chã
- Portela
- Quintã
- Ribeirinho
- Ribeiro
- S. Martinho
- S. Miguel
- S. Pedro
- Salgueiral
- Sub-Outeiro
- Tabuaça
- Teixugueira
- Tugilde
- Vale da Cabra.

## Património
- Igreja de São Tiago (matriz) (1755)
- Capela de Santo Ovídio (Santo Ovídio)
- Capela de São Judas Tadeu (Corga de Lobão)
- Capela de Nossa Sra. da Livração (Tabuaça)
- Calvário (Corga de Lobão)
- Monumento de Homenagem ao Emigrante (Corga de Lobão)

## Personalidades ilustres
- Visconde de Santiago de Lobão e Conde de Santiago de Lobão